# Macieira da Lixa e Caramos
Macieira da Lixa e Caramos (oficialmente: União das Freguesias de Macieira da Lixa e Caramos) é uma freguesia portuguesa do município de Felgueiras, com 8,63 km² de área e 3605 habitantes (censo de 2021). A sua densidade populacional é 417,7 hab./km².

## História
Foi constituída em 2013, no âmbito de uma reforma administrativa nacional, pela agregação das antigas freguesias de Macieira da Lixa e Caramos e tem a sede em Macieira da Lixa.

## Demografia
A população registada nos censos foi:
| Distribuição da População por Grupos Etários | Distribuição da População por Grupos Etários | Distribuição da População por Grupos Etários | Distribuição da População por Grupos Etários | Distribuição da População por Grupos Etários | Distribuição da População por Grupos Etários |
| -------------------------------------------- | -------------------------------------------- | -------------------------------------------- | -------------------------------------------- | -------------------------------------------- | -------------------------------------------- |
| Antes da agregação                           |                                              |                                              |                                              |                                              |                                              |
| Ano                                          | 0-14 anos                                    | 15-24 anos                                   | 25-64 anos                                   | >= 65 anos                                   | Total                                        |
| 2001                                         | 847                                          | 710                                          | 2095                                         | 387                                          | 4039                                         |
| 2011                                         | 579                                          | 526                                          | 2190                                         | 520                                          | 3815                                         |
| Após a agregação                             |                                              |                                              |                                              |                                              |                                              |
| Ano                                          | 0-14 anos                                    | 15-24 anos                                   | 25-64 anos                                   | >= 65 anos                                   | Total                                        |
| 2021                                         | 462                                          | 404                                          | 2036                                         | 703                                          | 3605                                         |